# 진돈야

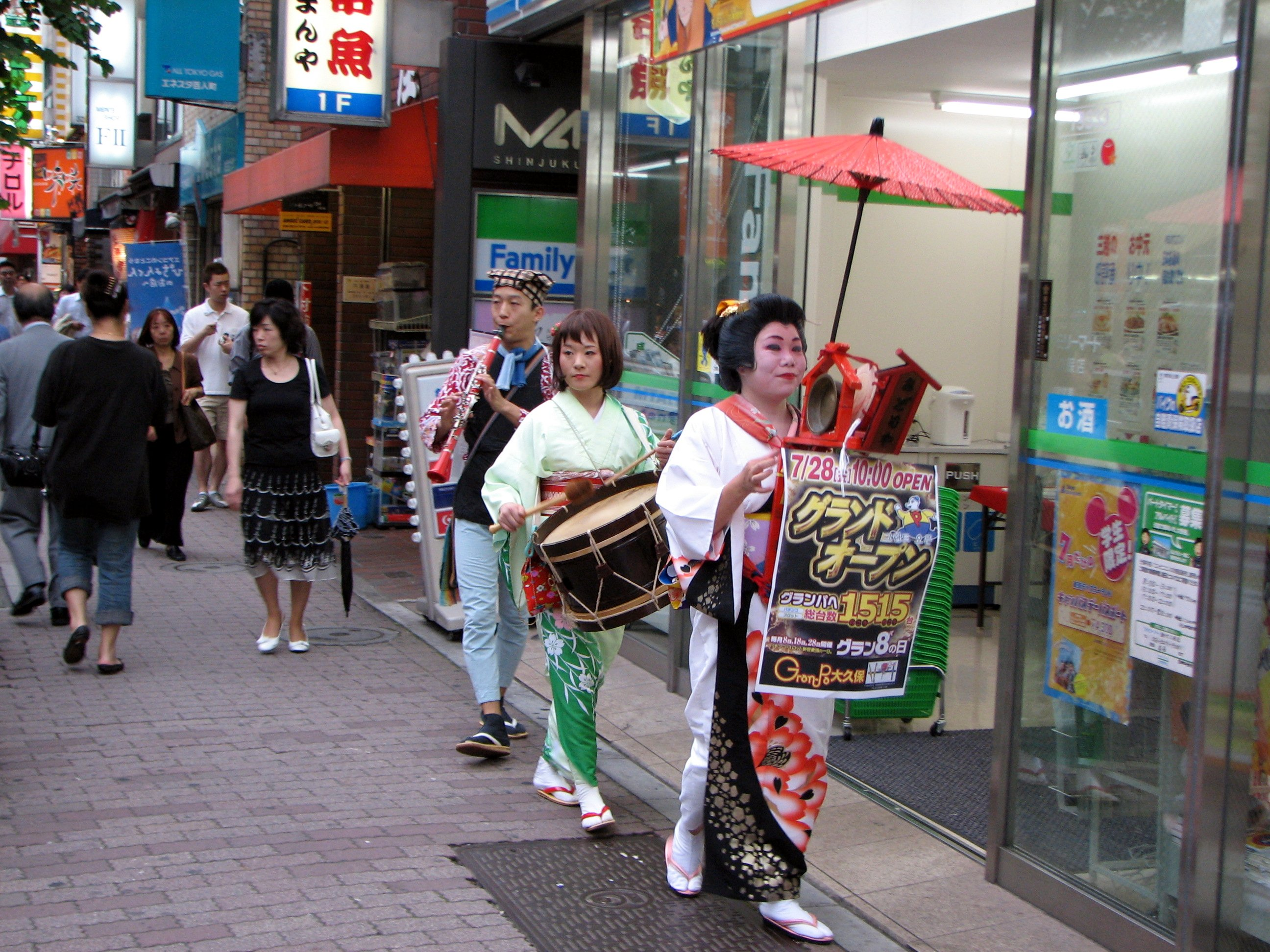
도쿄 오쿠보 거리에서 파친코 가게 개업을 선전하는 친돈야의 거리 공연

친돈야(일본어: チンドン屋)는 친돈북, 클라리넷 등을 울리며 사람들의 시선을 끌어 상품이나 점포 등을 선전하는 일본의 청부 광고업으로, 일본에서는 히로메야(일본어: 広め屋), 일부 지역에는 도자이야 (일본어: 東西屋)라고도 부른다. 북과 징을 조합한 친돈북을 연주하고 여러 재주나 기이한 옷차림으로 거리를 돌면서 의뢰자가 지정한 지역이나 점포로 사람을 모으고, 모인 사람들에게 선전 문구를 말하거나 광고지를 배포하면서 상품 구입을 홍보한다. 최근에 와서는 존재 자체가 드물기 때문에 지자체가 주최하는 축제 장소에 불려가는 경우도 있다.
3명에서 5명 정도의 편성이 일반적이고, 친돈북과 악사, 그로스 (큰북)을 중심으로 기수와 비라마키 (ビラまき, 광고지 배포자)가 포함된다. 친돈북은 사업주인 감독이 담당하는 경우가 많으며 홍보 문구를 외치는 역할도 함께 맡는다. 악사는 클라리넷, 색소폰 등의 관악기로 선율을 연주한다. 감독과 고용자 관계가 아닌 프리랜서로 활동하는 악사도 많다. 기수는 깃발을 가지고 선두에서 걷는 역할로, 관서 지방에서는 깃발이 아닌 플래카드를 들고 있는 경우가 많다. 비라마키는 광고지, 화장지 등을 배포하며, 관서 지방에서는 치라시쿠바리 (チラシ配り)라고도 부른다. 구성원 각자가 가게 이름이나 서비스 내용을 쓴 간판을 등에 짊어지는 일도 있는데, 이것을 세오이비라 (背負いビラ)라고 부른다.
점포 근처를 돌아다니는 마치마와리 (街廻り)가 기본적인 업무이지만, 의뢰에 따라서 대규모 점포나 모임 내 장소를 돌거나, 가게 앞이나 무대에서 연주를 하기도 한다. 업무의 처음이나 마지막, 비가 올 때 자리에 머물러서 연주하는 것을 이츠키 (居付き)라고 한다.
적극적인 선전 행위, 화려한 의상으로 시선을 끄는 행위나 인물을 가리켜 비유적으로 친돈야라고 부르기도 한다.